# كربيد ثوريوم رباعي
 كربيد ثوريوم رباعي  (بالإنجليزية:  Thorium(IV) carbide)‏ مركب كيميائي له الصيغة ThC .